# Barrocas
Barrocas este un oraș în unitatea federativă Bahia (BA), Brazilia.